# Howell, Utah
Howell är en kommun (town) i Box Elder County i Utah. Vid 2020 års folkräkning hade Howell 240 invånare.